# Nikolaos Skoufas (Gemeinde)
Nikolaos Skoufas (griechisch Νικόλαος Σκουφάς (m. sg.)) ist eine Gemeinde im Süden der griechischen Region Epirus. Sie wurde zum 1. Januar 2011 aus dem Zusammenschluss von drei Gemeinden und der Landgemeinde Kommeno gebildet, den heutigen Gemeindebezirken. Der Verwaltungssitz ist die Kleinstadt Peta. Die Gemeinde ist nach dem in Komboti geborenen Mitbegründer der Filiki Eteria Nikolaos Skoufas benannt.

## Lage
Die Gemeinde Nikolaos Skoufas liegt im Süden der Region Epirus. Sie ist mit 231,573 km² deren flächenkleinste Gemeinde. Der vom Arachthos aufgestaute Pournari-Stausee bildet im Nordwesten die Grenze zur westlichen Nachbargemeinde Arta. Der Arachthos selbst verlässt das Gemeindegebiet bei der Stadt Arta und tritt wenige Kilometer südlich wieder ins Gemeindegebiet ein, wo er schließlich in den Ambrakischen Golf mündet. Im Osten grenzen die Gemeinden Amfilochia und Georgios Karaiskakis an, im Norden liegt die Gemeinde Kendrika Tzoumerka.

## Verwaltungsgliederung
Im Rahmen der Verwaltungsreform 2010 wurde die Gemeinde Nikolaos Skoufas aus dem Zusammenschluss der drei Gemeinden Peta, Arachthos und Komboti sowie der Landgemeinde Kommeno gebildet. Diese haben seither den Status von Gemeindebezirken.
| Gemeindebezirk | griechischer Name          | Code   | Fläche (km²) | Einwohner 2001 | Einwohner 2011 | Stadtbezirke / Ortsgemeinschaften (Δημοτική / Τοπική Κοινότητα)                    | Lage |
| -------------- | -------------------------- | ------ | ------------ | -------------- | -------------- | ---------------------------------------------------------------------------------- | ---- |
| Peta           | Δημοτική Ενότητα Πέτα      | 190401 | 105,349      | 4904           | 4781           | Peta, Markiniada, Megarchi                                                         |      |
| Arachthos      | Δημοτική Ενότητα Αράχθου   | 190402 | 073,369      | 6011           | 4661           | Neochori, Agia Paraskevi, Akropotamia, Loutrotopos, Pachykalamos, Peranthi, Sykees |      |
| Kommeno        | Δημοτική Ενότητα Κομμένου  | 190403 | 015,858      | 0835           | 0769           | Kommeno, Neos Synikismos                                                           |      |
| Komboti        | Δημοτική Ενότητα Κομποτίου | 190404 | 036,997      | 3485           | 2542           | Komboti, Sellades, Fotino                                                          |      |
| Gesamt         | Gesamt                     | 1904   | 231,573      | 15.235         | 12.753         |                                                                                    |      |